# Porwany za młodu
Porwany za młodu (ang. Kidnapped) – powieść przygodowa dla młodzieży Roberta Louisa Stevensona publikowana w odcinkach w 1886 w tygodniku „Young Folks”, wydana w tym samym roku w Londynie przez wydawnictwo Cassell & Co. Jej akcja toczy się na terenie Szkocji w XVIII wieku, po upadku II powstania jakobickiego. Powieść została oparta na prawdziwych wydarzeniach i historii autentycznych postaci jak Alan Breck Stewart, co odzwierciedla wieloletnie zainteresowanie autora historią Szkocji.
Powieść była wielokrotnie ekranizowana.
Prawdopodobnie pierwsze polskie wydanie miało miejsce w 1903, publikowane w odcinkach w gazecie "Kurier Polski", w anonimowym tłumaczeniu pt. Dziwne przygody Dawida Balfour'a.
Kolejne polskie tłumaczenia ukazały się w 1927 roku Jedno z nich, w tłumaczeniu Józefa Birkenmajera nosiło tytuł Porwany za młodu, drugie, Stefana Piekarskiego Dziecko sprzedane albo Pamiętnik przygód Dawida Balfoura w r. P. 1751. Popularny jest przekład autorstwa Jana Meysztowicza z 1955, również pt. Porwany za młodu, później wznawiany.
Dalszym ciągiem jest powieść Katriona (Catriona, wyd. 1893, pol. 1966, tłum. Jan Meysztowicz).